# Rodney Pérez García
Rodney Óscar Pérez García (nascut a Santa Clara, província de Villa Clara el 1973) és un jugador d'escacs cubà, que té el títol de Mestre Internacional des de 1998.
A la llista d'Elo de la FIDE del setembre de 2020, hi tenia un Elo de 2331 punts, cosa que en feia el jugador número 57 (en actiu) de Cuba. El seu màxim Elo va ser de 2492 punts, a la llista de gener de 2001 (posició 602 al rànquing mundial).

## Resultats destacats en competició
El 1991 va guanyar el campionat de Cuba d'escacs juvenil, celebrat a Jiguaní.
El 1999 es proclamà campió de Cuba, a Santa Clara.
Va participar representant Cuba a l'olimpíada d'escacs de 2000 a Istanbul.